# (7437) Torricelli
(7437) Torricelli ist ein Asteroid des inneren Hauptgürtels, einem Asteroidenfeld zwischen Mars und Jupiter. Der Asteroid wurde am 12. März 1994 von den italienischen Amateurastronomen Vittorio Goretti und Andrea Boattini an der Cima Ekar Station (IAU-Code 098) des Osservatorio Astrofisico di Asiago in der Region Venetien entdeckt.
Der Himmelskörper wurde nach dem italienischen Physiker und Mathematiker Evangelista Torricelli (1608–1647) benannt, der 1640 die Galileischen Fallgesetze auf ausströmende Flüssigkeiten („Torricellisches Ausflussgesetz“) übertrug und 1644 das Quecksilberbarometer entwickelte.